# Duque de Pastrana
Duque de Pastrana – stacja metra w Madrycie, na linii 9. Znajduje się w dzielnicy Chamartín, w Madrycie i zlokalizowana jest pomiędzy stacjami Plaza de Castilla i Pío XII. Została otwarta 3 czerwca 1983.